# Ritratto di giovane donna (Degas)
Ritratto di giovane donna (Portrait de jeune femme) è un dipinto del pittore francese Edgar Degas, realizzato nel 1867 e conservato al Musée d'Orsay di Parigi.

## Descrizione
Sebbene presenti problemi di datazione - indicata fra il 1862 e il 1870 - l'opera può essere avvicinata cronologicamente al 1867; esposta alla terza mostra Impressionista, nel 1877, l'opera pervenne alla sua sede attuale nel 1986, quando fu trasferita dal Louvre al museo d'Orsay, trovando così la sua collocazione definitiva. Sin da subito fu oggetto delle entusiastiche lodi di Georges Rivière, prodigo di plausi verso il fascino ultraterreno, quasi metafisico emanato dal piccolo quadro: «Questo ritratto è una meraviglia di disegno, esso è bello come il più bello dei Clouet, il più grande dei primitivi».
L'opera raffigura Laure Degas, zia del pittore, sposata al barone napoletano Gennaro Bellelli e già oggetto di raffigurazione pittorica in un'altra tela degassiana, nella fattispecie La famiglia Bellelli. In quest'opera di piccolo formato Laure presenta lo sguardo perso nel vuoto, come se stesse inseguendo il filo invisibile dei suoi pensieri. Questa tela è particolarmente rivelante in quanto è un mirabile trait d'union tra antico e moderno, tradizione ed innovazione. Pur ricevendo le suggestioni della pittura sacra, infatti, Degas sceglie di trasporre la solenne ieraticità di quelle opere in un dipinto dal carattere intimo, prensile anche alle istanze del realismo e della pittura contemporanea. Il Ritratto di giovane donna, oggi catalogato con il numero d'inventario RF 2430, reca la firma del pittore in alto a destra: «Degas».